# Antonio Barone (1887)
Antonio Barone (Gioia Tauro, 11 febbraio 1887 – Gioia Tauro, 8 febbraio 1909) è stato un militare italiano.

## Biografia
Le informazioni sulla sua vita precedente al gesto eroico di Antonio Barone sono poche;  nacque a Gioia Tauro nel 1887 da una famiglia della zona. Dopo il tragico terremoto del 1908 che colpì tutta la Piana di Gioia Tauro, la città si trovava in una situazione di disagio a causa dei danni provocati dal sisma. La zona, grazie all'importante snodo ferroviario (la stazione di Gioia Tauro), era divenuta centro di smistamento di materiali e beni di prima necessità provenienti da ogni parte lontana, destinati a tutti i paesi della piana. L'8 febbraio 1909, a Piazza della Posada (oggi Piazza Matteotti), una folla di cittadini tentò una sommossa contro coloro che sorvegliavano lo smistamento dei beni, a causa della mancata distribuzione degli stessi. Durante l'agitazione, il caporale Antonio Barone si pose come scudo a protezione del suo superiore, ma questo gesto eroico gli costò la vita. La sua morte fu causata dal colpo d'arma da fuoco inferto da un individuo di nome Trinchera.
Il 21 febbraio 1909, Achille Beltrame realizzò un'illustrazione raffigurante l'omicidio di Antonio Barone, pubblicata come retro copertina del giornale La Domenica del Corriere.

## Commemorazione
Il principe russo Vittorio Gagarini di Castelfidardo (nonno del cosmonauta Yuri Gagarin), venuto a conoscenza del gesto eroico del giovane Antonio Barone, decise di commissionare allo scultore tedesco Lerche Stoltenberg Hans un busto bronzeo in suo onore, affinché la sua memoria non venisse dimenticata. Il monumento, collocato al centro della piazzetta al piano delle fosse, fu inaugurato il 5 giugno 1910 e intitolato, assieme alla piazza in suo onore "Largo Affaccio Barone Antonio". Sulla stele di granito, un'iscrizione ricorda il sacrificio del giovane con le parole:
"Antonio Barone, esempio di eroica abnegazione e di virtù militari, qui sacrificò la vita, rendendo la sua memoria imperitura."